# Kharoshthi-Schrift

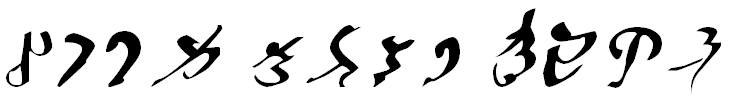
Schriftbeispiel

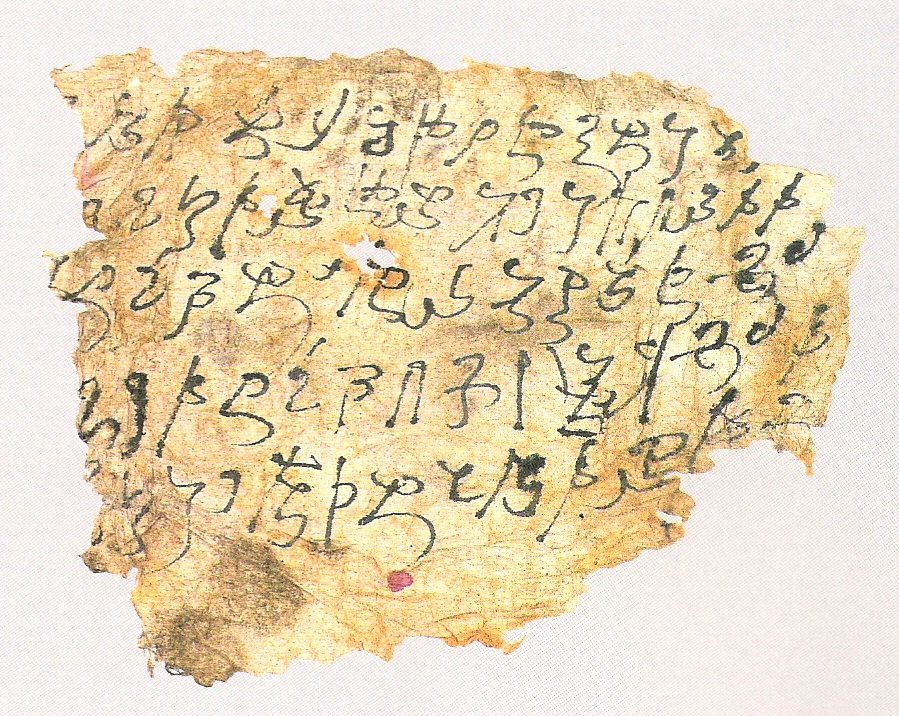
2.–5. Jh. v. Chr., Yingpan, östliches Tarimbecken, Xinjiang-Museum.

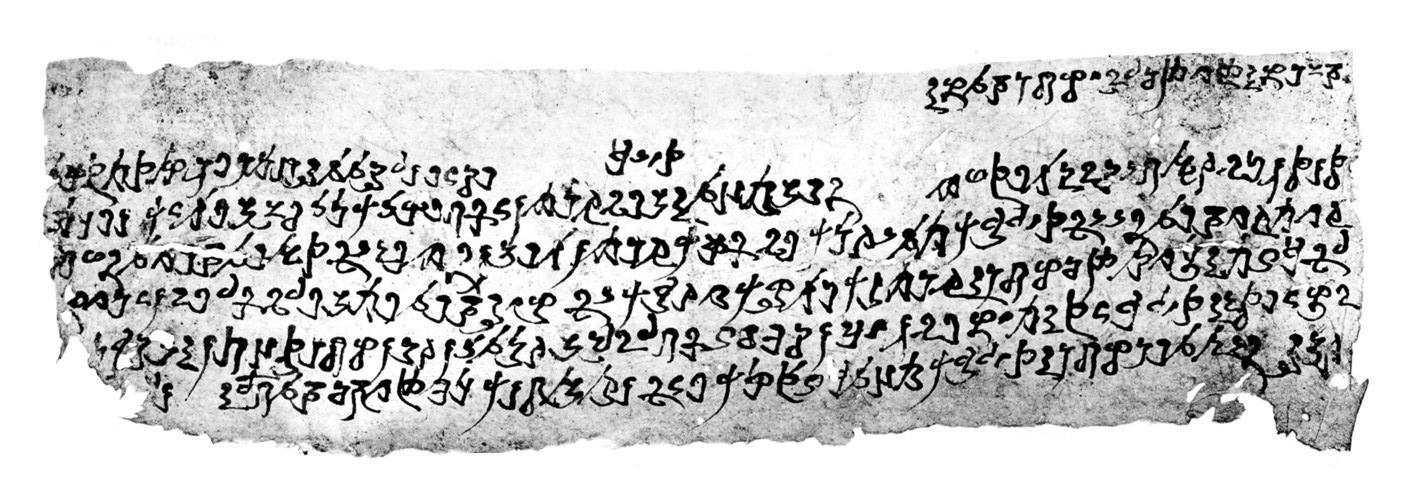
Inschrift aus Loulan in Xinjiang

Die Kharoshthi-Schrift (Kharoṣṭhī), auch Gandhari-Schrift, ist ein Schriftsystem des antiken Indien und gehört neben der zeitgleich verwendeten Brahmi-Schrift zu den ältesten indischen Alphabetschriften (3. Jh. v. Chr.). Die Kharoshthi war im Gegensatz zur Brahmi nur eine Regionalschrift und starb bereits im Altertum ohne irgendwelche Abkömmlinge aus. Ihr Verbreitungsgebiet erstreckte sich im Wesentlichen auf Gebiete im nördlichen Pakistan und im östlichen Afghanistan sowie die angrenzenden Gebiete des heutigen Indien. Fundstellen gibt es auch im Tarimbecken von Xinjiang, beispielsweise in der Wüste Lop Nor in den Orten Loulan und Yingpan. Die Fachwelt teilt mittlerweile in einen Typ A und einen Typ B, der rechtsläufig ist und die mittelindische Sprache wiedergibt, ein. Von buchhalterischen Texten bis hin zu buddhistischen Lehren finden sich Schriftstücke, teils auch als Randnotizen zu anderen Texten.

## Morphologie
Kharoshthi ist eine Abugida und verwendet das Prinzip des inhärenten Vokals (a). Sie wurde von rechts nach links geschrieben (im Typ B auch rechtsläufig).

### Alphabet

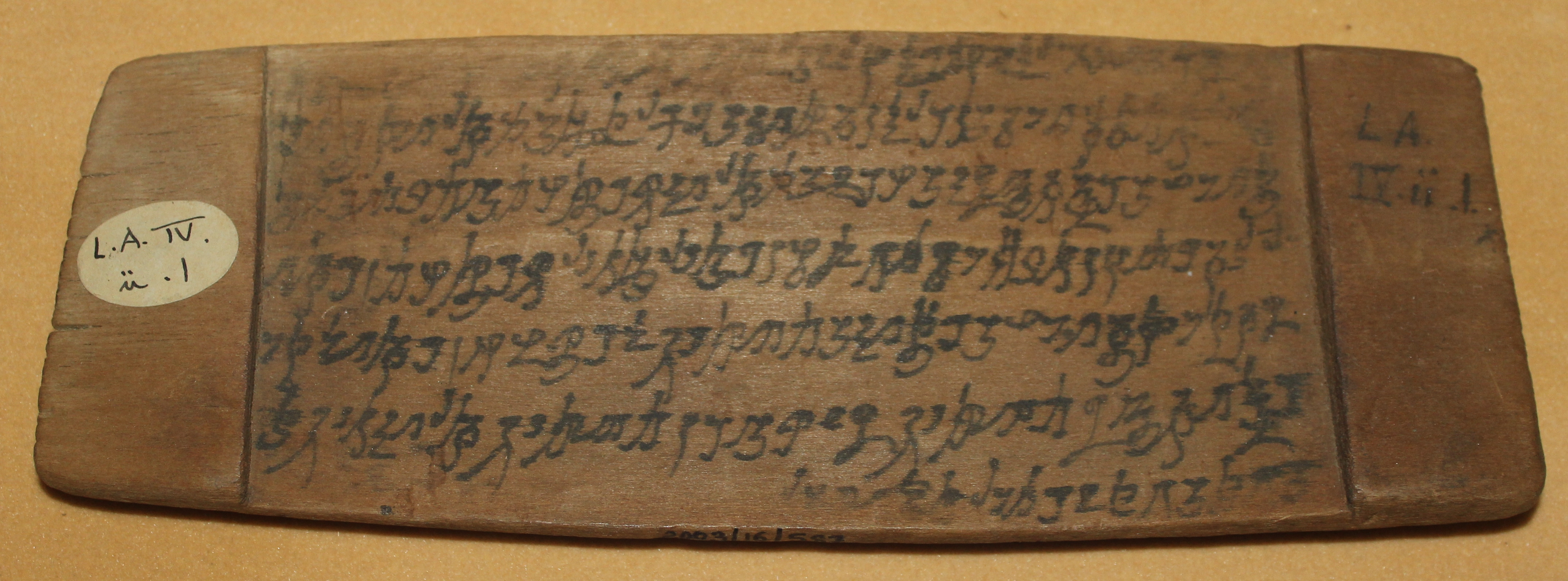
Eine Tafel, die fast alle Alphabetzeichen und Ziffern enthält

|  a | 𐨁 i | 𐨂 u | 𐨅 e | 𐨆 o | 𐨃 ṛ |

| 𐨐 k | 𐨑 kh | 𐨒 g | 𐨓 gh |     |
| 𐨕 c | 𐨖 ch | 𐨗 j |      | 𐨙 ñ |
| 𐨚 ṭ | 𐨛 ṭh | 𐨜 ḍ | 𐨝 ḍh | 𐨞 ṇ |
| 𐨟 t | 𐨠 th | 𐨡 d | 𐨢 dh | 𐨣 n |
| 𐨤 p | 𐨥 ph | 𐨦 b | 𐨧 bh | 𐨨 m |
| 𐨩 y | 𐨪 r  | 𐨫 l | 𐨬 v  |     |
| 𐨭 ś | 𐨮 ṣ  | 𐨯 s | 𐨱 h  |     |

| 𐨲 ḱ | 𐨳 ṭ́h |

### Numerale
| 𐩀   | 𐩁   | 𐩂  | 𐩃  | 𐩃𐩀 | 𐩃𐩁 | 𐩃𐩂 | 𐩃 | 𐩃𐩀 |
| --- | --- | -- | -- | -- | -- | -- | - | -- |
| 1   | 2   | 3  | 4  | 5  | 6  | 7  | 8 | 9  |
|     |     |    |    |    |    |    |   |    |
| 𐩄   | 𐩅   | 𐩅𐩄 | 𐩅  | 𐩅𐩄 | 𐩅  | 𐩅𐩄 |   |    |
| 10  | 20  | 30 | 40 | 50 | 60 | 70 |   |    |
|     |     |    |    |    |    |    |   |    |
| 𐩀𐩆  | 𐩁𐩆  |    |    |    |    |    |   |    |
| 100 | 200 |    |    |    |    |    |   |    |

Das Kharoṣṭhī-Schriftsystem enthält eine Reihe von Ziffern, die an das römische Ziffernsystem erinnern. Die Symbole waren 𐩀 (ähnlich einem I) für die erste Einheit, 𐩃 (ähnlich einem X) für vier (vielleicht als Ausdruck von vier Linien oder Richtungen), 𐩄 für zehn (ähnlich einem? ohne Punkt), für die Ziffer zwanzig dann zehn verdoppelt 𐩅 (ähnlich einer 3) und 𐩆 (ähnlich einem nach links geneigten T) für hundert. Das System basiert auf einem additiven und einem multiplikativen Prinzip, aber nicht auf einer subtraktiven Regel, wie sie im römischen Zahlensystem Anwendung findet. (Ziffernsymbole in englischer Wikipedia-Seite abgebildet)
| 1000 𐩇 | 100 𐩆 | 20 𐩅 | 10 𐩄 | 4 𐩃 | 3 𐩂 | 2 𐩁 | 1 𐩀 |

Man beachte, dass die Tabelle von rechts nach links gelesen wird, genau wie die Kharoṣṭhī selbst.

### Unicode
Kharosthi wurde im März 2005 zum Unicode-Standard hinzugefügt; hier als Version 4.1.
Der Unicodeblock Kharoshthi ist U+10A00–U+10A5F.

## Ursprung und Alter der Kharoṣṭhī
Obwohl über die Ursprünge der Kharoṣṭhī viel diskutiert worden ist, gilt heute Georg Bühlers bereits 1895 veröffentlichte Theorie von einer Schrift, die auf das aramäische Alphabet zurückzuführen sei, als weitestgehend gesichert. Bühlers These allerdings, dass die Kharoṣṭhī sich auch einiger Errungenschaften der Brāhmī bedient hätte und somit jünger sei, wurde mittlerweile verworfen. Gemeinhin gilt die Kharoṣṭhī nun als die ältere Schrift. Ein genaues Datum für die Geburtsstunde konnte jedoch bislang nicht bestimmt werden. Bühler nahm eine Entstehungszeit um 500 v. Chr. an, in der Gandhāra eine Satrapie des persischen Achämenidenreiches war (559–336 v. Chr.). Andere, wie etwa Harry Falk, setzen ein Datum nach der griechischen Invasion unter Alexander, also nach 327 v. Chr., an. Er geht davon aus, dass die Entwicklung der Kharoṣṭhī zu einer Zeit des Niedergangs der Achämeniden stattgefunden haben müsste, da

„[w]ir […] vor dem Phänomen [stehen], dass der Entwickler der Kharoṣṭhī mit Sicherheit die aramäische Schrift kannte, andererseits sich so verhielt, wie sich nie ein aramäischer Schreiber verhalten hätte, indem er alten Zeichen neue Lautwerte gab. Dieser scheinbare Widerspruch löst sich unter der Annahme, dass jemand die Kharoṣṭhī entwickelt hat, dem man zwar einmal die Funktionsweise und die Lautwerte der aramäischen Zeichen erklärt hatte, der sich die Erklärungen aber nur teilweise richtig merkte und deshalb später einige Zeichen neu bewertete und andere neu entwarf. Nur ein Entwickler ohne profunde Kenntnis der aramäischen Schrift würde so großzügig mit dem Vorbild umgehen.“

Falk geht also von einer spontanen Entwicklung aus, im Gegensatz zu einem Modell von einer jahrhundertelangen Entwicklung, das ebenfalls diskutiert worden ist (z. B. Salomon 1995). Jedoch sind keinerlei Zwischenformen einer Übergangszeit belegt. Die ältesten datierbaren Funde zeigen die Kharoṣṭhī bereits in ihrer voll entwickelten Form. Es handelt sich um die Inschriften Aśokas in Shāhbāzgaṛhī und Mānsehrā aus der Mitte des 3. Jahrhunderts v. Chr.

## Zum Namen der Kharoṣṭhī
Im 19. Jahrhundert waren noch viele Namen für die Kharoṣṭhī im Gebrauch gewesen: l’alphabet du nord-ouest, Arian Pâli, Arianische Schrift, Bactrian alphabet, Baktro-Arian, Cabulese, Gandharian, Kabulian, Kapur-di-giri alphabet und North Aśoka Alphabet. Diesem Umstand bereitete Albert Étienne Jean Baptiste Terrien de Lacouperie (1845–1894) ein Ende. Er zog für seinen Namensvorschlag die Enzyklopädie Fǎyuàn zhūlín (668 n. Chr.) und eine chinesische Übersetzung des Lalitavistara zu Rate, die eine linksläufige Schrift namens K’(i)a-lu-she-t’o kannte. Das entspricht dem Sanskrit khara-oṣṭha, was Eselslippe bedeutet. Unter einigen Varianten der Schreibung wie etwa kharoṣṭī, khaloṣṭī, karottī, kharostī, kharāstrī, kharoṭṭhī und kharoṭṭhiyā legte Bühler 1895 schließlich die heute übliche als Standard fest.

## Das Verbreitungsgebiet
Die Kharoṣṭhī ist untrennbar mit der Sprache verbunden, die zur Blütezeit Gandhāras in dieser Region gesprochen wurde, dem Gandhari. Beide haben als ihr Kernland eben jene Gegend im Nordwesten des heutigen Pakistan, im Gebiet der Flüsse Indus, Swāt und Kabul. Dennoch gibt es auch Funde aus Gebieten, die heute zu Afghanistan, Usbekistan und Tadschikistan gehören, sowie aus China bis nach Lou-Lan.
Es lassen sich Beispiele der Kharoṣṭhī auf ganz unterschiedlichen Materialien finden. Aśoka etwa meißelte seine Edikte in Stein, während uns sonst auch Inschriften auf Metallplatten, Vasen, Münzen und Gemmen begegnen. Nicht zuletzt gibt es eine beträchtliche Anzahl von Handschriften in der Gandhari-Sprache vor allem auf Birkenrinde, aber auch auf Holz, Leder und Papier.

## Vom Schicksal der Kharoṣṭhī
In Indien geriet die Kharoṣṭhī um 450 n. Chr. außer Gebrauch. Hier sind es die Inschriften, die unter den späten Kuṣāṇa-Königen entstanden sind, die als letzte Beweise für die Existenz der Kharoṣṭhī in diesem Gebiet anzusehen sind. In Zentralasien hingegen hielt sich das Schriftsystem bis ins 7. Jh. n. Chr. Danach ging das Wissen um diese Schrift derart in Vergessenheit, dass sie im 19. Jahrhundert völlig neu entziffert werden musste. Erste Erfolge in dieser Richtung konnte Masson im Jahr 1835 durch den Vergleich bilingualer Münzen der Indo-Griechen erzielen. Als er seine Ergebnisse an James Prinsep schickte, konnte dieser in mehreren Schritten weitere Fortschritte machen. 

„Der große Durchbruch gelang Edwin Norris (1795–1872) als er 1846 Abschriften und Abklatsche aus Shāhbazgarhī […] zu entziffern versuchte. […] Mit seiner Entdeckung wandte er sich an John Dowson, der den untersuchten Text als das 7. Felsenedikt Aśokas identifizierte.“